# Samuel Pitiscus
Samuel Pitiscus (Zutphen, 30 marzo 1637 – Utrecht, 1º febbraio 1727) è stato un umanista olandese.

## Biografia
Samuel Pitiscus era figlio di un vicario. I suoi genitori erano immigranti tedeschi che provenivano dal Palatinato. All'età di sedici anni studiò teologia a Deventer e si trasferì a Groningen nel 1655 per continuare i suoi studi.
Tre anno più tardi fu incaricato come responsabile per una scuola di latine nella sua città. Conservò l'incarico fino al 1685 quando accettò una posizione simile alla scuola di latino a Utrecht.
Nel 1690 gli fu richiesto da un editore un commentario sul lavoro di Svetonio che fu pubblicato nello stesso anno. Nel 1713 rivide il lavoro di Johannes Rosinus sulle antichità romane (Antiquitatum romanarum corpus absolutissimum), pubblicando il suo Lexicon antiquitatum romanarum.  Pubblicò anche un dizionario nederlandese-latino assieme a Arnoldus Henricus Westerhovius. Pitiscus si ritirò nel 1717

## Opere
- Gaiji Suetonii Tranquilli Opera (1690)
- Lexicon antiquitatum Romanarum (1713)
- Lexicon Latino-Belgicum novum (1729, postumo)